# Lansium breviracemosum
Lansium breviracemosum är en tvåhjärtbladig växtart som beskrevs av André Joseph Guillaume Henri Kostermans. Lansium breviracemosum ingår i släktet Lansium och familjen Meliaceae. Inga underarter finns listade i Catalogue of Life.